# Jean Saint-Pierre

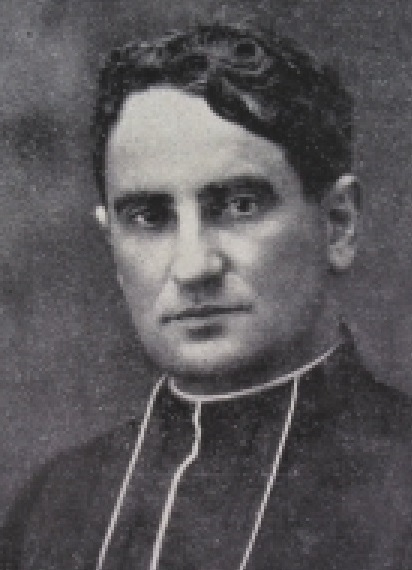
Jean Saint-Pierre

Jean Saint-Pierre (Pseudonym Anxuberro; * 28. Mai 1884 in Villefranque, Département Pyrénées-Atlantiques; † 18. Dezember 1951 ebenda) war ein französischer Geistlicher und römisch-katholischer Weihbischof in Karthago. Er setzte sich als Autor und Herausgeber für die baskische Sprache und Kultur ein.

## Leben
Jean Saint-Pierre besuchte das Priesterseminar in Larressore und in Bayonne und wurde am 13. September 1908 zum Priester geweiht. Im Jahr 1910 wurde er an der Gregorianischen Universität in Rom in Theologie promoviert. Von 1910 bis 1912 war er Vikar der Pfarrei Saint-André in Bayonne und von 1912 bis 1914 war er Diözesanmissionar in Hasparren. 1914 wurde er zum Professor für Moral und zum Rektor des Priesterseminars von Bayonne ernannt (1919–1923).
Bei Ausbruch des Ersten Weltkriegs wurde er eingezogen und unter anderem an der Somme eingesetzt. Im März 1918 wurde er bei Rubescourt (Oise) verwundet und geriet in deutsche Gefangenschaft.
An seinem 46. Geburtstag am 28. Mai 1930 wurde er zum Titularbischof von Gordus und zum Weihbischof in Karthago ernannt. Die Bischofsweihe spendete ihm am 15. Juli desselben Jahres in der Kathedrale von Bayonne der Bischof von Bayonne, François-Xavier-Marie-Jules Gieure; Mitkonsekratoren waren der Erzbischof von Karthago, Alexis Lemaître MAfr, und der Bischof von Périgeux, Christophe-Louis Légasse.
1937 kehrte Saint-Pierre (wohl nach einem Streit mit Lemaître) ins Baskenland zurück und ließ sich in Villefranque nieder. Obwohl er den Bischofsrang behielt, übertrug ihm die Kirche kein Amt mehr.

## Schriftstellerische Tätigkeit
Während des Ersten Weltkriegs schrieb Saint-Pierre zahlreiche Berichte an die Wochenzeitung Euskalduna. Im Jahr 1921 war er Mitgründer der Zeitschrift Gure Herria (baskisch für: Unser Land) und Mitarbeiter der baskischsprachigen Tageszeitung Euzkadi. Im selben Jahr begann er mit der Herausgabe einer Geschichte der Basken (ebenfalls auf Baskisch). 1925 wurde er Direktor von Gure Herria und Chefredakteur von Eskualduna.
Nach seiner Emeritierung als Bischof wurde er zum Präsidenten der französischen Sektion der Sociedad Internacional de Estudios Vascos ernannt. Er setzte sich in Reden, Aufsätzen und durch Veranstaltung von Kongressen für die Pflege des Baskischen ein. Als Autodidakt publizierte er zu Ursprung und Verwandtschaft des Baskischen. 1945 war er Mitgründer der Wochenzeitschrift Herria und Mitarbeiter in der von Jose Migel Barandiaran geleiteten Zeitschrift Eusko Jakintza. Im Jahr 1950 gehörte er zu den Hauptförderern der Wiedergründung von Gure Herria. In dieser Zeitschrift ist der Hauptteil seiner Artikel erschienen, die sich mit der baskischen Sprache, Literatur und Geschichte befassen. Die von 1921 bis 1922 erschienene Reihe Eskualdunak wird darunter besonders hervorgehoben.
Saint-Pierre war seit 1919 Mitglied der Euskaltzaindia (seit 1949 mit Sitz Nummer 15).

## Schriften (Auswahl)
- Jean Saint-Pierre: 14eko Gerla Handia. Hrsg.: Piarres Charritton. Ibaizabal, 1998, ISBN 84-8325-213-9 (baskisch).
- Jean Saint-Pierre: Les meilleures pages de monseigneur Jean Saint-Pierre. Hrsg.: Pierre Lafitte. Le Courrier, Bayonne 1952 (französisch, baskisch).